# Балдуев, Роман Юрьевич
Роман Юрьевич Балдуев (род. 12 июня 1973 года, Раменское, СССР) — заместитель префекта Восточного административного округа города Москвы.

## Биография
Роман Юрьевич Балдуев родился 12 июня 1973 года в городе Раменское, СССР.
В 1996 году окончил Московский государственный авиационный институт по специальности Гидроаэродинамика.
В 2005 году окончил Государственный университет управления по специальности Менеджмент организации.
В 2012 году окончил третье учебное заведение — Российскую академию народного хозяйства и государственной службы при Президенте Российской Федерации по специальности Юриспруденция.
В 2013 году Роман Юрьевич получил учёное звание доцента по кафедре менеджмента и маркетинга.

## Карьера
В октябре 2008 года был назначен на должность главы управы района Косино-Ухтомский города Москвы.
27 января 2012 года был назначен на должность главы управы района Перово.
4 июня 2014 года был назначен на должность главы управы района Косино-Ухтомский.
14 ноября 2018 года был назначен на должность главы управы района Гольяново.
23 марта 2020 года был назначен заместителем префекта ВАО.

### Личная жизнь
Женат, воспитывает троих детей.